# Borel II de Barcelona
Borrel II (Borrell II; cerca de 927 - 30 de Setembro de 992) foi conde de Barcelona de 940 a 992, Girona e Urgel. 
Ao contrário do seu pai foi um conde mais diplomático do que militar, tendo tentado cultivar boas relações com os seus vizinhos, os franceses a norte e muçulmanos a sul. Enviou embaixadas ao Califado de Córdova, tendo chegado a assinar um efémero tratado de paz.
Em 970 viajou a Roma para reorganizar a administração religiosa catalã.
Apesar dos esforços diplomáticos, Almançor realizou uma razia a Barcelona em 985, que destruiu parcialmente a cidade. O pedido de ajuda de Borrel II ao rei Lotário I de França não foi atendido, o que levou o conde de Barcelona a não renovar o pacto vassalagem, ao novo rei Hugo Capeto em 988. Desta forma instaurou a independência dos territórios por si administrados.

## Relações familiares
Foi filho de Suniário I de Barcelona (870 - 15 de Outubro de 950), conde de Barcelona e de Riquilda de Ruergue (880 - 954), filha de Armengol de Ruergue e Tolosa (850 -?) Conde de Ruergue e de Tolosa e de Adelaide (855 -?). Casou por duas vezes, a primeira em 968 Luitegarda de Toulouse (950 - 977), filha de Raimundo Pôncio de Toulouse e Ruergue (? - 955) e de Gracinda da Gasconha, e por segunda vez em 980 com Aimerudis de Auvérnia. Do segundo casamento não teve filhos.
Filhos do primeiro casamento:
1. Raimundo Borel I de Barcelona, conde de Barcelona (972 - 25 de Fevereiro de 1018) casado com Ermesinda de Carcassona (975 - 1 de Março de 1057)).
2. Ermengol I de Urgell, conde de Urgel (975 — 1010) casado com Tietberga de Provença, filha de Robaldo de Arles e de Ermengarda da Aquitânia.
3. Riquilda de Barcelona (980 -?) casado com Udalardo I, visconde de Barcelona.
4. Ermengarda de Barcelona (c. 980 - 1030) casada com Geriberto, visconde de Barcelona.